# Tub pol·línic
El tub pol·línic és una estructura allargada creada pel gra de pol·len en el moment que aquest germina.

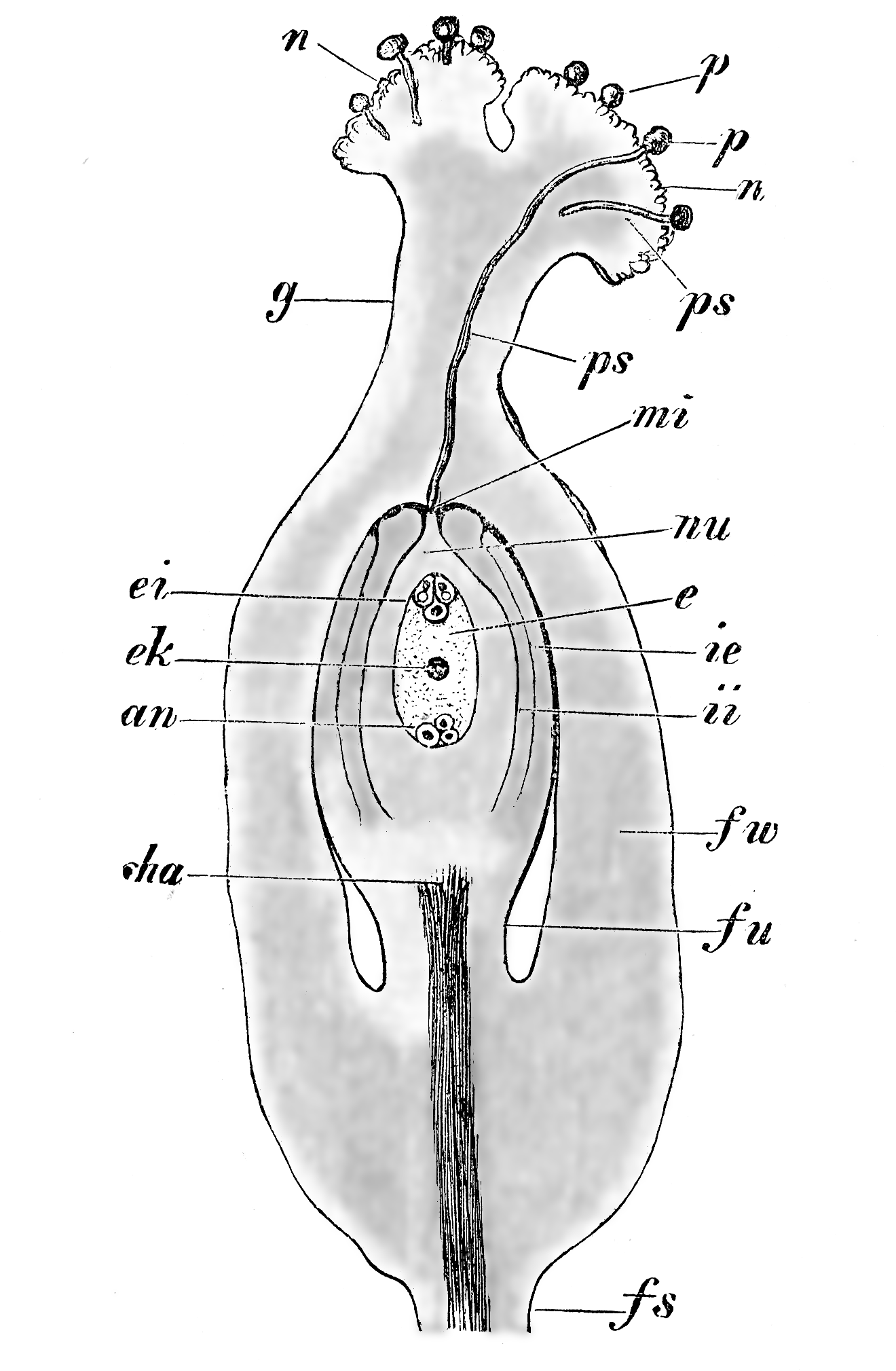
Diagrama de l'ovari d'una planta, el tub pol·línic està marcat amb les lletres ps.

El tub pol·línic de la majoria de les plantes que tenen llavors actua com un conducte que transporta les cèl·lules espermàtiques des del gra de pol·len als òvuls a la base del pistil (en les plantes amb flors) o directament a través dels teixits dels òvuls en algunes gimnospermes (coníferes i gnetòfites). En altres plantes gimnospermes (Ginkgo i cicadàcies) el tub pol·línic està implicat només en la presa de nutrients des del teixit de l'òvul pel gra de pol·len i no condueix cèl·lules espernmàtiques a l'òvul.
El descobridor del tub pol·línic va ser Pierre Jean François Turpin.
El procés de la fecundació s'inicia amb la germinació del gra de pol·len sobre l'estigma, desenvolupant un tub pol·línic.
El tub creix sobre el teixit transmissor, sobre les cèl·lules, entre elles o en les parets.
Les parets o les laminetes mitjanes són dissoltes per enzims pectinases produïts en l'extrem del tub.
El tub pol·línic creix per allargament, essencialment per un procés de síntesi de paret cel·lular en l'extremitat, portat a terme per les vesícules o dictiosomes que aporten el seu contingut (substàncies pèctiques i hemicel·luloses) per a constituir la paret cel·lular i seguirà el seu trajecte per l'ovari fins a arribar a l'òvul i fecundar-lo.